# Commission scolaire des Laurentides
 (septembre 2020).
Pour les raisons suivantes :
- Les commissions scolaires québécoises étaient une forme de gouvernement local composé de commissaires élus et disposant de pouvoirs de taxation. Leur admissibilité dans Wikipédia est bien établie.
- Par contre, les centres de service scolaires sont plutôt des centres administratifs relevant du ministère de l'Éducation. Leur mode de gestion et leurs pouvoirs sont différents de ceux des commissions scolaires. Leur admissibilité selon les critères de Wikipédia n'a pas encore été démontrée.
- Vu leur nature différente, les éventuels articles sur les centres de services scolaires devraient être distincts de ceux des commissions scolaires, et non des renommages de ceux-ci.
- Les contributeurs sont invités à discuter de ce sujet sur Discussion Projet:Québec.

La Commission scolaire des Laurentides ou CSL est une ancienne commission scolaire québécoise. Elle a été abolie en 2020, comme la plupart des commissions scolaires québécoises.
Les services scolaires sur son territoires sont désormais assurés par le Centre de services scolaire des Laurentides qui s'occupait de l'entretien, de l'emploi des enseignants, du transport scolaire et de l'enseignement des enfants, des adolescents, des jeunes adultes et des adultes de tous âges résidant dans l'ensemble de la CSL qui s'étendait de Sainte-Anne-des-Lacs à La Minerve et de Saint-Donat à Matawinie. La CSL desservait plus de 9 500 élèves.

## Établissements

### Liste des écoles secondaires

#### École secondaire Augustin-Norbert-Morin (Sainte-Adèle)
Programmes spéciaux : 
- ski-études
- danse-études
- soccer-études

#### Polyvalente des Monts (Sainte-Agathe-des-Monts)
Programmes spéciaux : 
- option des Amériques (espagnol, latin, mythologie et engagement communautaire)
- développement hockey
- arts de la scène
- options sports (volleyball, danse, cheerleading, football, patinage artistique, etc.)

#### Polyvalente Curé-Mercure (Mont-Tremblant)
Programme spécial : 
- art dramatique

#### École secondaire Sacré-Cœur (Saint-Donat)
Programme spécial : 
- nature-études : une journée de plein air par neuf jours (ski alpin, escalade, randonnée, etc.)

### District des Pays-d’en-Haut
Les Pays-d'en-Haut
- École secondaire Augustin-Norbet-Morin
- Saint-Joseph (Sainte-Adèle), École Saint-Joseph
- École alternative de Sainte-Adèle
- Chante-au-vent (Sainte-Adèle), École Chante-au-Vent
- Marie-Rose (Saint-Sauveur)
- De la Vallée (Saint-Sauveur), École primaire de Saint-Sauveur

- Mgr-Ovide-Charlebois (Sainte-Marguerite-Estérel)
- Mgr-Lionel-Scheffer (Sainte-Marguerite-Estérel)

### District au Cœur-du-Territoire
- Polyvalente des Monts
- Notre-Dame-de-la-Sagesse (Sainte-Agathe-des-Monts), École Notre-Dame-de-la-Sagesse
- Lionel-Groulx (Sainte-Agathe-des-Monts), École Lionel-Groulx/Monseigneur-Bazinet
- Saint-Jean-Baptiste (Val-David)
- Sainte-Marie (Val-David)École Saint-Jean-Baptiste/Sainte-Marie
- Fleur-des-Neiges (Sainte-Agathe-des-Monts), École Fleur-des-Neiges
- École Sacré-Cœur;

#### Secteur Centre
Les Laurentides et Matawinie
- Notre-Dame-de-Lourdes (Saint-Donat)
- Sainte-Bernadette (Saint-Donat)
- Mgr-Bazinet (Sainte-Agathe-des-Monts)

### District du Grand-Tremblant
- École secondaire Curé-Mercure,
- Le Carrefour (Saint-Rémi-d'Amherst), École Le Carrefour

École L’Odyssée et Campus primaire Mont-Tremblant;

### District des Écoles-de-Village
- L'Arc-en-ciel (Huberdeau), École L’Arc-en-Ciel

, École Vert-Pré, École Le Tremplin, École La Relève, École primaire de Saint-Adolphe-d’Howard et École Monseigneur-Ovide-Charlebois/Monseigneur-Lionel-Scheffer;

#### Secteur Nord
Les Laurentides
- Fleur-Soleil (Mont-Tremblant)
- La Ribambelle (Mont-Tremblant)
- Trois-Saisons (Mont-Tremblant)
- La Doyenne (Mont-Tremblant)
- Tournesol (Mont-Tremblant)
- Le Tremplin (Labelle)
- La Relève (La Minerve)
- Centre d'accueil Vert-Pré (Huberdeau)

### District des Parcours-d’Apprentissages-Particuliers
l’ensemble des établissements qui accueillent des élèves handicapés ou en difficulté d’adaptation ou d’apprentissage.